# 小行星7825
小行星7825（英語：7825）是一颗围绕太阳公转的小行星。1991年10月10日，杰夫·T·阿鲁在帕洛马山发现了此天体。
这颗小行星的绝对星等为239.93557等。